# Venus fra Milo
Afrodite fra Milos (græsk: "Αφροδίτη της Μήλου") er bedre kendt som Venus fra Milo. Det er en af de bedst kendte skulpturer fra antikkens Grækenland. Den antages at forestille Afrodite, gudinde for kærlighed og skønhed. Hun blev af romerne kaldt Venus. Det er en 203 cm høj marmorskulptur. hvor arme og sokkel er gået tabt. Ud fra en inskription på soklen er den udført af Alexandros fra Antiokia; tidligere var den fejlagtigt tilskrevet mesteren Praxiteles. Statuen blev fundet på øen Milos i Ægæerhavet i 1820, og er udstillet på Louvre i Paris.
Skulpturen er fra omkring år 100 f.Kr.. Det vides ikke, i hvilken rolle Afrodite optræder, men det er nok som Venus Victrix, den sejrende Venus, som holder det guldæble, Paris af Troja netop har givet hende. Måske et ordspil, fordi Milos (Μήλος) tilsvarer det græske ord for "æble", milo (μήλο).

## Beskrivelse
Skulpturen er berømt for mysteriet med de manglende arme. Det er dog rimelig sikkert, at højre arm var holdt tværs af kroppen, mens højre hånd støttede sig til det løftede venstre knæ, så det glidende stykke klæde svøbt om hofter og ben blev holdt på plads. Der er et udfyldt hul under højre bryst til det metalstykke, der støttede højre arm. Venstre hånd holdt nok æblet lige under øjenhøjde.
Højre side af statuen er mere gennemført og finpudset end venstre side og bagsiden. Det antyder, at den var tænkt set i højre profil. Den venstre hånd ville så løfte æblet højere op længere tilbage i nichen, hvor statuen stod. Mens venstre hånd var på plads, var det klart, at Afrodite så på æblet, hun holdt i venstre hånd.
Statuen var farvelagt som sædvane og smykket med ædelstene og placeret i en niche i et græsk gymnasium. Farverne og de forskellige smykker gjorde statuen livagtig; men i dag er alle spor af maling vasket bort, og de eneste tegn på armbånd, halskæde, øreringe og krone er tomme huller.

## Fund og berømmelse
Venus fra Milo blev fundet i 1820 af den græske bonde Yorgos Kentrotas. Statuen lå i en begravet niche i ruinerne af byen Milos på den ægæiske ø Milos. Den blev fundet i to hoveddele (den øvre krop og de nedre beklædte ben) sammen med adskillige hermer (søjler med mandshoveder), fragmenter af den øvre del af den venstre arm, der holdt æblet, samt en sokkel med inskription. Den franske søofficer Olivier Voutier udforskede øen, og med hjælp fra den unge bonde begyndte han at grave i ruinerne. Efter få timers forløb lykkedes det dem at afdække et kunstværk, der blev berømt verden over. Omkring ti dage senere indså en anden fransk søofficer ved navn Jules Dumont d'Urville fundets betydning og arrangerede, at den franske ambassadør i det Osmanniske Rige (dvs. Tyrkiet) – som havde besat Grækenland – købte statuen.
| „ | Tolv dage fra Touloun kastede vi anker ved øen Milos. På land mødte d'Urville og Matterer en græsk bonde, som et par dage tidligere under pløjning havde fundet nogle stykker marmor og en statue i to dele, som han tilbød de to mænd at købe billigt. Det var af en nøgen kvinde med et æble løftet i venstre hånd, den højre hånd holdt et klædestykke, der gik fra hofterne ned mod fødderne, begge hænder var beskadigede og adskilt fra kroppen. Selv med brækket næse var ansigtet smukt. Klassicisten D'Urville genkendte Venus fra Milo. Han var ivrig efter at erhverve sig den, men hans praktisk indrettede kaptajn uden interesse for antikviteter sagde, at der ikke var noget sted de kunne opbevarer den på skibet, så handlen trak i langdrag. Da den stædige d'Urville ankom til Konstantinopel, viste han sine skitser af den til den franske ambassadør, marquis de Rivière, som sendte sin sekretær med et fransk flådefartøj for at købe den til Frankrig. Før han kunne få den overdraget, måtte de franske sømænd kæmpe mod græske røvere om ejerskabet. I kampen blev statuen brutalt slæbt over klipperne hen til skibet, hvorved begge arme blev brækket af, og sømændene nægtede at gå tilbage for at lede efter dem | “ |
|   | — S.-C. Dumont D'Urville Two Voyages to the South Seas, Memoirs of Captain Jules. Introduction by Helen Rosenmann. |   |

Nyheden om fundet var længere tid end normalt om at nå den franske ambassadør, Charles-François de Riffardeau, den senere hertug af Rivière. Så bonden blev træt af at vente på sin betaling og blev presset til at sælge til den lokale præst, der ville give den til en oversætter, der arbejdede for sultanen i Konstantinopel (dvs. Istanbul).
Den franske ambassadørs repræsentanter ankom præcis, som statuen blev fragtet om bord et skib til Konstantinopel, men det lykkedes ham at få øens førsteborger til at annullere salget og i stedet godtage det første tilbud. Men da oversætteren i Konstantinopel hørte om omstødelsen af salget, fik han førsteborgeren pisket og idømt en bøde. Men oversætteren selv blev irettesat af sultanen, efter at den franske ambassadør havde klaget over den dårlige behandling af øens beboere. Borgerne fik en godtgørelse og afstod som tak alle fremtidige krav på statuen.
Da statuen ankom til Louvre, blev den sat sammen, men fragmenterne af den venstre hånd og arm blev forkastet som tilhørende en senere istandsættelse på grund af den mere ufærdige udførelse. Det antages nu, at den venstre hånd, der holder æblet, og den venstre arm er originale, men ikke fik den samme gennemførte udførelse, fordi de ville være over øjenhøjde og ikke lige til at se. Det var almindelig praksis for mange billedhuggere, at mindre synlige dele af statuer ikke blev lige grundigt udført som dem, der var synlige for betragteren. Statuer var normalt udskåret fra flere stenblokke og derefter omhyggeligt sat sammen. Venus fra Milo er udhugget af mindst syv forskellige blokke parisk marmor: til overkrop, ben, hver arm, venstre fod, til soklen og en blok til hermerne ved siden af gudinden.
Statuen blev oprindeligt anset som et værk af mesteren Praxiteles og den kontroversielle sokkel som en original del af statuen. Men efter at inskription på soklen var oversat og dateret, blev soklen afvist som en senere tilføjelse. Inskriptionen lød: "...(Aleks)andros søn af Menides, borger i Antiokia ved Mæander lavede denne (statue)...". Inskriptionen ville have rykket dateringen af statuen fra den klassiske periode til den hellenistiske periode pga. bogstavernes udformning og omtalen af byen Antiokia ved Mæander. Byen fandtes ikke i Praxiteles' levetid. Soklen forsvandt sporløst kort før, statuen blev præsenteret for kong Ludvig 18., og kendes nu kun fra to tegninger og en beskrivelse. Kongen overdrog statuen til Louvre, hvor den stadig er udstillet.
Statuens store berømmelse i det 19. århundrede skyldes ikke udelukkende dens åbenlyse skønhed, men også, at franske myndigheder bevidst forsøgte at fremhæve den. Napoléon Bonaparte havde stjålet Mediciernes Venus i Italien. I 1815 blev den returneret til italienerne. Mediciernes Venus blev på den tid anset som det bedste eksempel på en klassisk skulptur, og tabet af den fik de franske myndigheder til bevidst at promovere Venus af Milo som et bedre kunstværk.